# Winter Hill Gang
Winter Hill Gang är en sammanslutning av organiserade kriminella personer i Bostonområdet. Gängmedlemmarna och ledarna är övervägande av irländsk och italiensk härkomst, och det anses allmänt vara en irländsk maffiagrupp. Organisationen har fått sitt namn från området Winter Hill i Somerville, Massachusetts, norr om Boston. Bland medlemmarna fanns bland annat de ökända Bostongangstrarna Buddy McLean, Whitey Bulger, Howie Winter, Joseph McDonald, Johnny Martorano, Patrick Nee och Stephen Flemmi. De var mest inflytelserika från 1965, under McLean och Winters styre, till övertagandet 1979 som leddes av Bulger.
Winter Hill Gang fick sitt namn på 1970-talet av journalister vid Boston Herald, men namnet användes nästan aldrig öppet som referens till dem. Medlemmar i Winter Hill Gang påstås ha varit inblandade i de mest typiska aktiviteterna för organiserad brottslighet, men de är kanske mest kända för att ha riggat uppgjorda hästkapplöpningar i nordöstra USA, samt skickat vapen till IRA. Tjugoen medlemmar och medarbetare, inklusive Winter, åtalades av federala åklagare 1979.